# Ashley Park
Ashley Park (Glendale, 6 juni 1991) is een Amerikaans actrice en toneelspeelster.

## Carrière
Park begon haar carrière in het toneel met Miss Saigon in het Music Theatre Wichita en daarna in het Benedum Center. Ze speelde de volgende jaren nog mee in verschillende toneelstukken en musicals. In 2014 maakte ze haar debuut in een film met Are You Joking?. Ze speelde terugkerende rollen in Nightcap, Tales of the City, Girls5eva, Beef en Only Murders in the Building. In 2020 kreeg ze een hoofdrol in de successerie Emily in Paris. In 2024 speelde ze mee in Mean Girls als Madame Park.
In januari 2024 overleefde ze een septische shock.